# 底特律高原
64°10′S 60°0′W / 64.167°S 60.000°W
底特律高原（英語：Detroit Plateau）是南極洲的高原，位於葛拉漢地，長約140公里，海拔高度1,500至1,900米，該高原在1928年12月20日被澳大利亞的探險家發現，以資助探險隊的飛行學會命名。